# Dolní Dunajovice
Obec Dolní Dunajovice (německy Unter Tannowitz, resp. Untertannowitz) se nachází v okrese Břeclav v Jihomoravském kraji. Žije zde přibližně 1 700 obyvatel. Jedná se o vinařskou obec v Mikulovské vinařské podoblasti (viniční tratě Ořechová hora, Pod Slunným vrchem, Dunajovský kopec, Kraví hora, Mlýnská, Zimní vrch, Plotny). V Dolních Dunajovicích se dne 14. prosince 1870 narodil rakouský kancléř a později rakouský prezident Karl Renner (1870–1950).

## Název
Na vesnici bylo přeneseno původní pojmenování jejích obyvatel Dunajovici. Jeho význam mohl být "Dunajovi lidé" (osobní jméno Dunaj je doloženo), ale pravděpodobnější je, že znamenalo "lidé přišlí od Dunaje". Přívlastek Dolní na odlišení od Horních Dunajovic je doložen od 16. století. Německé jméno vzniklo z českého.

## Historie

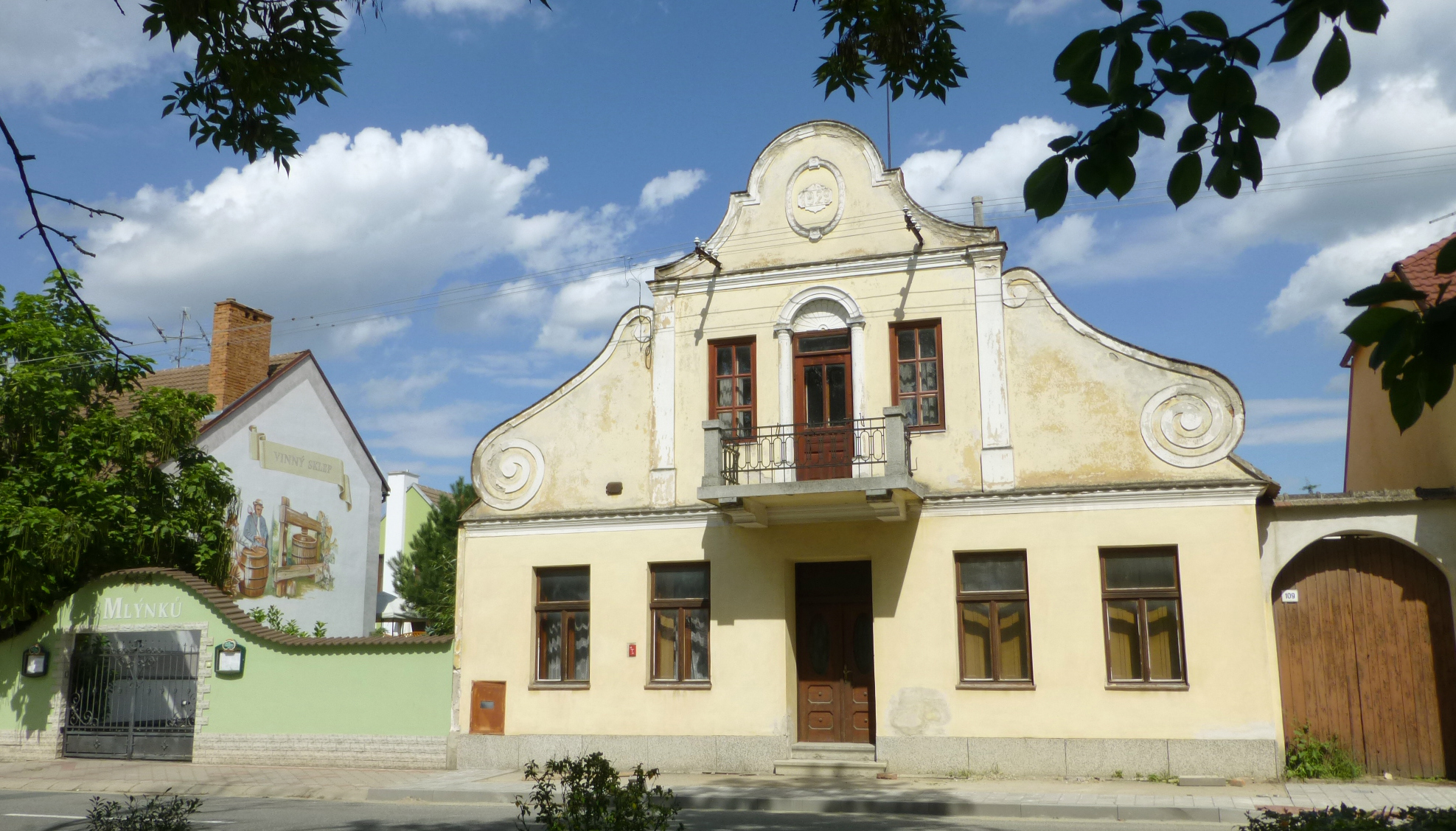
Selské barokní stavení

Staré Dunajovice – První vesnické sídliště se nacházelo západně od nynější obce na návrší pod Slunečnou, Jánskou horou a Liščím kopcem. Toto místo bylo zvoleno především z bezpečnostních důvodů. Předpolí sídliště bylo močálovité. V roce 1920 byly odkryty tzv. liščí díry, které sloužily v době války jako bezpečný úkryt pro ženy, děti a staré muže. Staré Dunajovice zanikly s největší pravděpodobností v polovině 10. století. Obec tak musela být podobně jako jiné obce a města v Sudetech nově osídlena.
Hrabě Rudolf Tieffenbach zrušil v obci robotu. Na jeho počest nechávali občané jednou týdně vyzvánět kostelními zvony. Když se jednou rozhodli konšelé zvyk zrušit, zvony zvonily samy od sebe. Tento zvyk zanikl až ve 20. století.

## Obyvatelstvo

### Struktura
V obci k počátku roku 2016 žilo celkem 1700  obyvatel. Z nich bylo 849  mužů a 851 žen. Průměrný věk obyvatel obce dosahoval 42,7 % let. Dle Sčítání lidu, domů a bytů provedeného v roce 2011 v obci žilo 1687  obyvatel. Nejvíce z nich bylo (16 %) osob ve věku od 30 do 39  let. Děti do 14 let věku tvořily 13,4 % obyvatel a senioři nad 70 let úhrnem 6,9 %. Z celkem 1461  občanů obce starších 15 let mělo vzdělání 40,5 % střední vč. vyučení (bez maturity). Počet vysokoškoláků dosahoval 6,1 % a bez vzdělání bylo naopak 0,5 % obyvatel. Z cenzu dále vyplývá, že ve městě žilo 861 ekonomicky aktivních občanů. Celkem 86,9 % z nich se řadilo mezi zaměstnané, z nichž 67 % patřilo mezi zaměstnance, 1,9 % k zaměstnavatelům a zbytek pracoval na vlastní účet. Oproti tomu celých 46,8 % občanů nebylo ekonomicky aktivních (to jsou například nepracující důchodci či žáci, studenti nebo učni) a zbytek svou ekonomickou aktivitu uvést nechtěl. Úhrnem 792 obyvatel obce (což je 46,9 %), se hlásilo k české národnosti. Dále 382 obyvatel bylo Moravanů a 21 Slováků. Celých 395 obyvatel obce však svou národnost neuvedlo.
Vývoj počtu obyvatel za celou obec uvádí tabulka níže.
| Místní části   | Místní části          | 1869 | 1880 | 1890 | 1900 | 1910 | 1921 | 1930 | 1950 | 1961 | 1970 | 1980 | 1991 | 2001 | 2011 |
| -------------- | --------------------- | ---- | ---- | ---- | ---- | ---- | ---- | ---- | ---- | ---- | ---- | ---- | ---- | ---- | ---- |
| Počet obyvatel | část Dolní Dunajovice | 2473 | 2568 | 2664 | 2571 | 2690 | 2573 | 2778 | 1689 | 1819 | 1779 | 1791 | 1704 | 1705 | 1687 |
| Počet domů     | část Dolní Dunajovice | 518  | 428  | 533  | 518  | 566  | 596  | 656  | 416  | 408  | 409  | 455  | 528  | 551  | 588  |

### Náboženský život
Obec je sídlem římskokatolické farnosti Dolní Dunajovice. Ta je součástí mikulovského děkanství brněnské diecéze v moravské provincii.Při censu prováděném v roce 2011 se 396 obyvatel obce (23%) označilo za věřící. Z tohoto počtu se 280 hlásilo k církvi či náboženské obci, a sice 225 obyvatel k římskokatolické církvi (13% ze všech obyvatel obce), dále 2 k Církvi československé husitské a 4 k českobratrským evangelíkům. Úhrnem 518 obyvatel se označilo bez náboženské víry a 773 lidí odmítlo na otázku své náboženské víry odpovědět.

### Významný rodák
V Dolních Dunajovicích se 14. prosince 1870 narodil rakouský sociálně-demokratický politik Karl Renner, první kancléř Rakouské republiky (1918 – 1920) a první její prezident po druhé světové válce (1945 – 1950). Na místě jeho rodného domku byl v letech 1999 - 2000 vybudován polyfunkční dům, jehož název je "Dům Dr. Karla Rennera, Fórum pro česko-rakouský dialog". Objekt byl vybudován z finančních prostředků, které byly získány ve formě darů od rakouských obcí, spolkových zemí, ale také od různých soukromých osob a institucí, a po dostavbě byl darován Obci Dolní Dunajovice. Slavnostní otevření objektu se uskutečnilo za účasti prezidenta České republiky Václava Klause a prezidenta Rakouské republiky Heinze Fischera.

## Pamětihodnosti
- Kostel svatého Jiljí
- Pranýř
- Boží muka
- Socha Immaculaty
- Socha svatého Marka
- Sousoší svatého Cyrila a Metoděje
- Sochy svatého Floriána a svatého Jana Nepomuckého
- Fara